# مازينيو
يومار دو ناسيمنتو (بالبرتغالية: Iomar do Nascimento‏) المعروف بمازينيو، من مواليد 8 أبريل 1966 في سانتا ريتا في البرازيل، وهو لاعب كرة قدم برازيلي، وهو يلعب في مركز الوسط المهاجم.

## مسيرته الكروية
بدأ مازينهو مسيرته الاحترافية في عام 1983 مع نادي سانتا كروز، ولعب معهم حتى عام 1986، وفي عام 1986 انتقل إلى نادي فاسكو دا غاما، ولعب معهم حتى عام 1990، وفي موسم 1990/1991 انتقل إلى نادي ليتشي الإيطالي، وفي الموسم الذي تلاه لعب لنادي فيورنتينا الإيطالي، وفي عام 1992 عاد إلى البرازيل ولعب لنادي بالميراس حتى عام 1994.
و في عام 1994 انتقل إلى نادي فالنسيا الإسباني، ولعب معهم لمدة سنتين، وبعدها انتقل إلى نادي سيلتا فيغو الإسباني، وفي موسم 1999/2000 انتقل إلى نادي إلتشي الإسباني، واختتم مسيرته الكروية مع نادي ديبورتيفو ألافيس.
و قد لعب مازينهو مع منتخب البرازيل لكرة القدم في 40 مباراة، كانت الأولى في مارس 1989 والأخيرة في كأس العالم لكرة القدم 1994، وقد اشتهر برقتصه الشهيرة مع بيبيتو وروماريو بعد تسجيل بيبيتو هدف على منتخب هولندا لكرة القدم.
ابنه تياغو لعب كل الفئات لنادي برشلونه الأسباني ولان مع الفريق الأول لبرشلونه يحمل الجنسية الإسبانية ومثل المنتخب الأسباني تحت 19
وكذلك ابنه الآخر رافينها لعب للبارسا وأعير لسلتا فيغو وعلى عكس أخيه اختار تمثيل السيليساو
ابنه تياغو ألكاندرا لعب كل الفئات لنادي برشلونه الأسباني والآن مع الفريق الأول لبرشلونه يحمل الجنسية الإسبانية ومثل المنتخب الأسباني تحت 21

## روابط خارجية
- مازينيو على موقع الاتحاد الدولي (مؤرشف)  (الإنجليزية)
- مازينيو على موقع الاتحاد الأوربي (الإنجليزية)
- مازينيو على موقع قاعدة بيانات كرة القدم.إي يو (الإنجليزية)
- مازينيو على موقع ليكيب (الفرنسية)
- مازينيو على موقع ناشيونال فوتبول تيمز (الإنجليزية)
- مازينيو على موقع عالم كرة القدم.نت (الإنجليزية)
- مازينيو على موقع أوليمبيديا (الإنجليزية)
- مازينيو على موقع اللجنة الأولمبية البرازيلية (البرتغالية)